# Janz Team Ambassadors
Die Janz Team Ambassadors waren eine christliche Musikgruppe evangelikaler Ausrichtung.

## Geschichte
Die Janz Team Ambassadors entstanden aus der musikalischen Arbeit des Missionswerkes Janz Team in Deutschland. Dabei formierten sich die Ehepaare DeEtta und Bob Janz sowie Dawn und Del Huff zu einem Quartett. Missionarisch motiviert, tourte die Gruppe gemeinsam mit Evangelist und Sprecher Larry Janz von den 1960er bis 1980er Jahren durch den gesamten deutschsprachigen Raum. Musikalisch bewegte sich die Band für konservativ-christliche Hörer der Zeit relativ progressiv zwischen Country und Popmusik. Unter dem Titel Er ist Herr erschien 1980 das letzte Album der Janz Team Ambassadors, eingespielt von einer zu einem Männertrio veränderten Formation, zu der neben den gewohnten Sängern Bob Janz und Del Huff außerdem Peter Dueck hinzustieß.

## Diskografie
- Singt alle mit (Janz Team)
- Das gilt mir (Janz Team, 1973)
- Ich bin bei euch (Janz Team, 1976)
- Er ist Herr (Janz Team, 1980)